# Heidi Brühl
Heidi Brühl (Gräfelfing, 30 januari 1942 - Starnberg, 8 juni 1991) was een Duitse schlagerzangeres en actrice.
Brühl volgde op 5-jarige leeftijd al dansles. Haar talent werd ontdekt en in 1954 speelde ze een rol in haar eerste film. Ze zou midden jaren '50 in heel Duitsland bekend worden met de Immenhof-films. Op 16-jarige leeftijd besloot ze toch te gaan studeren, ze volgde zang, dans, toneel, Engels en Frans.
In 1959 vormde ze samen met Corina Corten het duo Dolly Sisters en haalden met hun eerste lied de 5de plaats in de hitparade. Tot 1967 volgden nog 12 successen, haar grootste hit was Wir wollen niemals auseinandergehn, met dit lied probeerde ze in 1960 naar het Eurovisiesongfestival te gaan, maar in de preselectie moest ze Wyn Hoop voor laten gaan. Drie jaar later mocht ze wel naar het songfestival met het liedje Marcel en haalde daar de 9de plaats.
Kort voor ze 21 werd stierf Heidi's vader die tot dantoe haar manager was, hij liet haar een grote schuldenberg na. In 1964 verhuisde ze van München naar Rome voor haar filmcarrière, daar leerde ze ook haar echtgenoot, de Amerikaanse acteur Brett Halsey kennen. Samen kregen ze twee kinderen, Clayton Alexander Siegfried en Nicole.
Ze ging in de jaren '70 ook naar Amerika, waar ze een rol speelde in de populaire serie Columbo, in The Most Dangerous Match, naast Peter Falk, Jack Kruschen en Laurence Harvey. In 1974 speelde Brühl in de ARD serie Tatort in Playback, oder der Show .... In 1975 had zij een hoofdrol in The Eiger Sanction van en met Clint Eastwood, naast George Kennedy en Vonetta McGee. 
Zij stond als model in de Playboy editie van januari 1980.
In 1976 scheidde ze van Halsey en keerde terug naar Duitsland. Heidi Brühl overleed in 1991 op 49-jarige leeftijd aan borstkanker. Op haar 20e was zij al eens van maagkanker genezen. 

## Discografie

### Vinylsingles
| A/B-kant                                                                                            | Catalogus-Nr. | Publicatie     |
| --------------------------------------------------------------------------------------------------- | ------------- | -------------- |
| | Philips       |                |
| Chico chico Charlie (Peek-A-Booin’) / Luna lunalu, lieber Mond                                      | 345150        | Juni 1959      |
| So müssen Teenager sein / Oh, wie ist das Leben schön (Heidi Fischer & Claus Herwig = Teddy Parker) | 345159        | Juli 1959      |
| Immer, wenn du bei mir bist / Wir werden uns finden                                                 | 345160        | Juli 1959      |
| Mister Love / Sag mir leis' 'Je T’aime'                                                             | 345188        | November 1959  |
| Ich liebe den Mondschein / Geh nicht vorbei                                                         | 345203        | December 1959  |
| Wir wollen niemals auseinandergehn / Mister Love                                                    | 345217        | Februari 1960  |
| Immer will ich dir gehören / Ich bin so – oder so                                                   | 345246        | Oktober 1960   |
| Das kann morgen vorbei sein / Caballero, Caballero                                                  | 345284        | April 1961     |
| Das kann doch nie zu Ende geh’n / Die Hochzeitsmelodie                                              | 345321        | Augustus 1961  |
| Ich hätt getanzt heut Nacht / In der Straße wohnst du                                               | 345355        | Oktober 1961   |
| Es grünt so grün / Wäre das nicht wunderschön (& Ralf Paulsen)                                      | 345336        | Oktober 1961   |
| Sieh mal an / Wer weiß, wer weiß                                                                    | 345370        | Maart 1962     |
| Bitte spiel nicht mit mir / Tag für Tag bekomme ich drei Rosen                                      | 345394        | Mei 1962       |
| In der Straße wohnst du / Wenn du mir auch noch so schöne Augen machst                              | 345507        | Augustus 1962  |
| Rot wie der Mohn / Hundert Kavaliere                                                                | 345526        | Augustus 1962  |
| Was der Wind erzählt / Okay, Monsieur                                                               | 345553        | Oktober 1962   |
| Marcel / Das große Spiel                                                                            | 345578        | Maart 1963     |
| Wie wär’s mit Charleston / Geh’ nicht fort                                                          | 345602        | Augustus 1963  |
| Ja Schauspieler sind Schauspieler / Ich hab’ die goldene Sonne und den Silbermond                   | 345613        | Oktober 1963   |
| Verliebt sein, das wäre wundervoll / Denn am Schießeisen beißt keiner an                            | 345614        | Oktober 1963   |
| Du gehst vorbei an mir / Nicht zu groß und nicht zu klein                                           | 345669        | Februari 1964  |
| Hernando’s Hideaway / Ein glückliches Mädchen                                                       | 345752        | Augustus 1964  |
| Einmal sag ich ja / Deine Liebe soll mein zuhause sein                                              | 345769        | Oktober 1964   |
| Da war ein Girl – Da war ein Boy / Es kann schön sein                                               | 345851        | Augustus 1965  |
| Hundert Mann und ein Befehl / Das kann mir keiner nehmen                                            | 345888        | Maart 1966     |
| Weiter dreht sich unsre Welt / Wann?                                                                | 346017        | Oktober 1966   |
| Hab keine Angst vor Morgen / Deine Welt ist meine Welt                                              | 346040        | Januari 1967   |
| Mein Weg mit dir / Wo ist das Haus                                                                  | 346074        | September 1967 |
| Die Antwort mußt du mir noch geben / Angelo                                                         | 346091        | September 1967 |
| Boom Bang-a-Bang / Der Himmel weint Freudentränen                                                   | 388355        | Januari 1968   |
| La Banda / Bleibe bei mir                                                                           | 384507        | Maart 1968     |
| La La La / Und mein Zug fährt immer weiter                                                          | 384529        | Juni 1968      |
| La Bambola / Master Jack                                                                            | 384557        | September 1968 |
| Alles verstehen heißt alles verzeih’n / Viva el amor                                                | 384586        | Februari 1969  |
| Ich schließe meine Augen / Träum mit mir in den Tag                                                 | 388414        | November 1969  |
| Regen fällt heute auf die Welt / Was weißt du von meiner Liebe                                      | 6003001       | Januari 1970   |
| Vagabondo / Ich war noch ein Kind                                                                   | 6003057       | Oktober 1970   |
| Der Schlüssel dafür / Das Leben kann so einfach sein                                                | 6003226       | 1972           |
| | Elite Special |                |
| Sinfonie / Wie ein Tiger auf dem Diwan                                                              | 4117          | 1972           |
| | M Music       |                |
| Da war meine Liebe schon vorbei / Geh nicht vorbei                                                  | 12953         | 1973           |
| | Electrola     |                |
| Wenn die Liebe nicht wär’ auf der Welt / Ich liebe dich                                             | 41101         | 1975           |
| | Ariola        |                |
| Komm, nimm mich / Ein warmer Regen                                                                  | 15730         | 1978           |
| Zärtlichkeit / Dein Leben                                                                           | 102451        | 1980           |
| | Metronome     |                |
| Mamacita / A Simple Love Song                                                                       | 30525         | 1982           |
| I’m Still in Love with You / You’re the One in My World                                             | 811678        | 1983           |
| | CNR           |                |
| You are the Part of my Heart / My Child                                                             | 30407         | 1982           |
| No Ties No Tears / Please Remember                                                                  | 30448         | 1982           |
| | RCA           |                |
| This Time / Fooling Around (& John James)                                                           | 69249         | 1984           |
| | Polydor       |                |
| Sun in Your Heart / Sun in Your Heart (instrumentaal)                                               | 889268        | 1989           |
| Kalt oder heiß / Sei einfach da                                                                     | 877708        | Augustus 1990  |
| Weil’s aus Liebe war / Mehr will ich nicht von dir                                                  | 865042        | 1991           |

### Vinylalbums
| Titel                                   | Label           | Publicatie |
| --------------------------------------- | --------------- | ---------- |
| Annie Get Your Gun – Annie Schiess Los! | Philips 620201  | 1963       |
| Verliebt wie du und ich                 | UA 15529        | 1965       |
| Meine Welt                              | Philips 843961  | 1967       |
| Wir wollen niemals auseinandergehn      | Fontana 701638  | 1968       |
| Träume mit mir in den Tag               | Philips 844 395 | 1969       |
| Think of Me                             | Metronome 60520 | 1982       |

### Compactdiscs
| Titel                                | Label          | Publicatie |
| ------------------------------------ | -------------- | ---------- |
| Weil’s aus Liebe war                 | Polydor 511174 | 1991       |
| Wir wollen niemals auseinander geh’n | Bear Family    | 2000       |
| Try to Remember                      | Bear Family    | 2007       |
| Ich bin so oder so                   | Universal      | 2011       |

## Posities in de hitlijsten

### Albums
| Jaar | Titel                                   | Charts       | Opmerkingen |
| Jaar | Titel                                   | DE           | Opmerkingen |
| ---- | --------------------------------------- | ------------ | ----------- |
| 1963 | Annie Get Your Gun - Annie schiess los! | 6 (48 weken) |             |

### Singles
| Jaar | Titel Album                        | Charts        | Opmerkingen |
| Jaar | Titel Album                        | DE            | Opmerkingen |
| ---- | ---------------------------------- | ------------- | ----------- |
| 1959 | Chico chico Charlie                | 5 (24 weken)  |             |
| 1959 | Immer wenn du bei mir bist         | 38 (16 weken) |             |
| 1959 | Wir werden uns finden              | 20 (8 weken)  |             |
| 1960 | Mister Love                        | 26 (8 weken)  |             |
| 1960 | Wir wollen niemals auseinandergehn | 1 (32 weken)  |             |
| 1960 | Ich liebe den Mondschein           | 48 (4 weken)  |             |
| 1960 | Immer will ich dir gehören         | 23 (12 weken) |             |
| 1961 | Das kann morgen vorbei sein        | 14 (16 weken) |             |
| 1961 | Die Hochzeitsmelodie               | 24 (8 weken)  |             |
| 1962 | Bitte spiel nicht mit mir          | 29 (8 weken)  |             |
| 1962 | Tag für Tag bekomme ich drei Rosen | 15 (8 weken)  |             |
| 1963 | Marcel                             | 36 (4 weken)  |             |
| 1966 | Hundert Mann und ein Befehl        | 8 (14 weken)  |             |
| 1967 | Mein Weg mit dir                   | 33 (2 weken)  |             |
| 1981 | You Are a Part of My Heart         | 45 (9 weken)  |             |

## Filmografie

### Bioscoop
- 1954: Der letzte Sommer
- 1954: Heideschulmeister Uwe Karsten
- 1955: Die Mädels vom Immenhof
- 1955: Roman einer Siebzehnjährigen
- 1956: Hochzeit auf Immenhof
- 1957: Bekenntnisse des Hochstaplers Felix Krull
- 1957: Die Frühreifen
- 1957: Ferien auf Immenhof
- 1957: Vater, unser bestes Stück
- 1958: Man ist nur zweimal jung
- 1958: Oh, diese Ferien
- 1958: Ohne Mutter geht es nicht
- 1958: Solang' die Sterne glüh'n
- 1959: 2 x Adam, 1 x Eva
- 1959: Der Schäfer vom Trutzberg
- 1959: Lass mich am Sonntag nicht allein
- 1959: Verbrechen nach Schulschluß
- 1960: Schlagerparade 1960
- 1960: Held meiner Träume, Der
- 1960: Immer will ich Dir gehören
- 1960: Schlagerraketen - Festival der Herzen
- 1960: Freddy und die Melodie der Nacht
- 1961: Eine hübscher als die andere
- 1962: Kapitän Sindbad
- 1964: Der Zigeunerbaron
- 1973: Die Zwillinge vom Immenhof
- 1974: Frühling auf Immenhof
- 1974: How To Seduce a Woman
- 1975: Im Auftrag des Drachen
- 1975: The Eiger Sanction
- 1977: Das Gesetz des Clans / bzw. Ibiza - Der Tod kommt nur bei blauem Himmel
- 1984: Die unendliche Geschichte (stem van het zuidelijk Orakel)
- 1990: Kuck mal wer da spricht 2 (Duitse synchroonstem van Kirstie Alley)

### Televisie
- 1969: Ein Walzertraum (operette)
- 1970: Dem Täter auf der Spur – Schlagzeile: Mord
- 1971: Olympia – Olympia
- 1973: Columbo: Schach dem Mörder - The Most Dangerous Match
- 1974: Tatort - Playback oder die Show geht weiter
- 1979: Locker vom Hocker
- 1980: Hollywood ich komme
- 1984: Ein Fall für Zwei - Chemie eines Mordes (seizoen 4, aflevering 4)
- 1985: Ein Heim für Tiere - (afleveringen Rikki en Hasso)
- 1985: Berliner Weiße mit Schuss - Hannibal ante portas (seizoen 1, aflevering 3)
- 1985: Der Alte - Die Angst des Apothekers
- 1987: Praxis Bülowbogen (6 afleveringen)
- 1987: Ein Fall für Zwei - Irgendwann ... (seizoen 7, aflevering 4)
- 1988: Im Schatten der Angst
- 1990: Hotel Paradies
- 1991: Zwei Schlitzohren in Antalya (10 afleveringen)

## Televisieprogramma's en shows (selectie)
- 1959: Sind Sie frei, Fräulein?
- 1963: Lieben Sie Show …?
- 1963: Hotel Victoria
- 1966: Mit 30 Schlagern um die Welt
- 1966: Die Rudi Carrell Show
- 1968: Pauls Party
- 1968: Ab morgen haben wir Humor (31 december 1968)
- 1972: Die Heidi Brühl Show (WDR, 26 juni 1972)
- 1973: Hätten Sie heut' Zeit für mich
- 1975: Musik ist Trumpf
- 1975: Dalli Dalli
- 1976: Musik ist Trumpf (17 april 1976)
- 1976: Am laufenden Band (aflevering 23 van 25 september 1976)
- 1976: Großes Glück zu kleinen Preisen (28 december 1976)
- 1976/1977: 8×1 in Noten
- 1977: Ein Clown ging übern Broadway (13. oktober 1977)
- 1979: Träume kann man nicht verbieten (13 januari 1979)
- 1979: Auf Los gehts los
- 1979: Die Pyramide
- 1981: So schön wie heut’, so müßt’ es bleiben (12 november 1981, duet met Roy Black)
- 1982: Mit Musik geht alles besser (27 mei 1982)
- 1982: Super-Hitparade (18 november 1982)
- 1984: Ein Abend im 3/4 Takt
- 1985: Melodien für Millionen (aflevering 1 van 2 februari 1985)
- 1990/1991: Mini Playback Show (vanaf aflevering 1 van 31 december 1990, Jury: Roberto Blanco, Heidi Brühl, Hans Kraus)

en:
- Zum Blauen Bock
- Aktuelle Schaubude
- Disco
- Musikladen
- Stars in der Manege

## Hoorspel
- 1959: Paul Temple und der Conrad-Fall (1e deel: Ein Herr kommt aus München), Bayerischer Rundfunk
- 1959: Paul Temple und der Conrad-Fall (2e deel: Ein merkwürdiger Patient), Bayerischer Rundfunk
- 1959: Paul Temple und der Conrad-Fall (3e deel: Später Besuch), Bayerischer Rundfunk